# Le Cailar
Le Cailar là một xã trong tỉnh Gard thuộc vùng Occitanie, phía nam nước Pháp. Xã Le Cailar nằm ở khu vực có độ cao trung bình 7 mét trên mực nước biển.
- Costières de Nîmes AOC